# Hypolycaena bella
Hypolycaena bella är en fjärilsart som beskrevs av Kalis 1933. Hypolycaena bella ingår i släktet Hypolycaena och familjen juvelvingar. Inga underarter finns listade i Catalogue of Life.